# Ute Krauß-Leichert
Ute Krauß-Leichert (* 3. Februar 1954 in Berlin) ist eine deutsche Bibliothekarin und Hochschullehrerin.

## Leben und Wirken
Ute Krauß-Leichert absolvierte zunächst eine Ausbildung für den gehobenen Bibliotheksdienst und legte die Prüfung als Diplom-Bibliothekarin 1973 bzw. 1975 an der Hochschule der Medien in Stuttgart ab. Von 1975 bis 1978 leitete sie in Mannheim die Bibliothek des Zentralinstituts für Seelische Gesundheit. Anschließend studierte sie Soziologie und Politikwissenschaft an der Universität Mannheim, schloss dieses Studium 1984 mit der Prüfung zur Diplom-Soziologin ab und promovierte hier 1989. Von 1984 bis 1991 war sie am Europa-Institut der Universität Mannheim bzw. in Barcelona tätig. Von 1991 bis 1995 leitete sie die Bibliothek und Zentrale Dokumentationsstelle der Fachhochschule des Bundes für Öffentliche Verwaltung. Als Hochschullehrerin im Bereich Informations- und Bibliothekswissenschaft war sie anschließend von 1995 bis 2019 an der Hochschule für Angewandte Wissenschaften in Hamburg tätig, außerdem arbeitete sie in verschiedenen Fachgremien des Bibliothekswesens als Vorsitzende mit.

## Veröffentlichungen (Auswahl)
- (mit Aja Tauschinsky): Italien. Bibliographie der deutschsprachigen sozialwissenschaftlichen Monographien und Zeitschriftenartikel 1945–1984 (= Bibliographien zur regionalen Geographie und Landeskunde, Bd. 6). Saur, München 1985, ISBN 3-598-21136-8.
- Einsatz neuer Technologien im Bibliothekswesen. Eine Expertenbefragung (= Bibliothekspraxis, Bd. 29). Saur, München 1990, ISBN 3-598-10970-9 (Dissertation Universität Mannheim).
- (Hrsg.): Berufsbild 2000. Bibliotheken und Bibliothekare im Wandel. Bundesvereinigung Deutscher Bibliotheksverbände, Berlin 1998, ISBN 3-87068-589-1 (2. Aufl. 2000).
- Lernen in der Zukunft. E-Learning versus Blended Learning. STRuPI – ein Forschungsprojekt an der HAW Hamburg. In: BIT online, Bd. 7 (2004), S. 189–196.
- (Hrsg. u. Mitautorin): Interkulturelles Online-Lernen. Die Rolle der Frau in Bibliotheken und Informationseinrichtungen (= Gender studies in den angewandten Wissenschaften, Bd. 1). Lit-Verlag, Münster 2005, ISBN 3-8258-8462-7.
- (Hrsg.): Teaching Library. Eine Kernaufgabe für Bibliotheken. Lang, Frankfurt/M. 2007, ISBN 3-631-55877-5 (2. Aufl. 2008).
- (Hrsg.): Kundenzufriedenheit und Kommunikationspolitik. Forschungs- und Entwicklungsprojekte im Masterstudiengang Informationswissenschaft und -management / [Hochschule für Angewandte Wissenschaften Hamburg] (= BIT online. Innovativ, Bd. 31). Dinges & Frick, Wiesbaden 2010, ISBN 978-3-934997-34-9.